# Мајоди (Вибо Валенција)
Мајоди је насеље у Италији у округу Вибо Валенција, региону Калабрија.
Према процени из 2011. у насељу је живело 112 становника. Насеље се налази на надморској висини од 477 м.